# Atractomorpha rhodoptera
Atractomorpha rhodoptera är en insektsart som beskrevs av Karsch 1888. Atractomorpha rhodoptera ingår i släktet Atractomorpha och familjen Pyrgomorphidae. Inga underarter finns listade i Catalogue of Life.